# James Seaton (Offizier)
James Seaton († 1625 vermutlich in Riga) war ein schwedischer Oberst und Regimentsinhaber.

## Leben
James Seaton nahm als schwedischer Offizier im Polnisch-Schwedischen Krieg um die Vorherrschaft im Ostseeraum an der Erstürmung von Riga 1621 teil. Zwar war die Operation für die Schweden erfolgreich und beendete die 40-jährige polnische Herrschaft in Riga, Seaton verlor jedoch bei den Kampfhandlungen ein Bein. Spätestens im Folgejahr, vermutlich schon früher, rückte er in den Rang eines schwedischen Obersts auf und wurde Inhaber des neu aufgestellten und nach ihm benannten Hof- bzw. Garnisonregiments Seaton in Riga. Gemeinsam mit Kapitän William Boswell wurde er von Riga aus zu einer diplomatischen Mission nach London gesandt. Er starb zu Beginn des Jahres 1625. Melchior von Wurmbrand wurde sein Nachfolger als Regimentschef.
James hatte einen Bruder John Seaton, der ebenfalls als Offizier in schwedischen Diensten stand.